# 金澤市
金澤市（日语：／ Kanazawa shi */?）是位於日本石川縣中部的城市，為石川縣的縣廳所在地，也是北陸地方的最大城市，現為中核市。西部位於金澤平原，東南部為山區，主要位於犀川及大野川流域。由於當地擁有許多以當時地產最大領主加賀藩為主的歷史觀光資源，因此旅遊業及金箔、加賀友禪、九烧、金澤漆器、二俣和紙等傳統工藝產業都成為本地主要的產業之一。
因金澤市為北陸地方最大的城市，除了石川縣的當地媒體外，包括北陸中日新聞、北國新聞、NHK金泽放送局、北陸放送、石川電視台、金澤電視台、北陸朝日放送、金澤有線等以整個北陸地方為對象的地方媒體主要據點都位於此處。

## 氣候
金澤市西臨日本海，屬於日本海側氣候，年間濕度高，冬季降雨及降雪量大。
| 金澤（1981年 - 2010年）   | 金澤（1981年 - 2010年） | 金澤（1981年 - 2010年） | 金澤（1981年 - 2010年） | 金澤（1981年 - 2010年） | 金澤（1981年 - 2010年） | 金澤（1981年 - 2010年） | 金澤（1981年 - 2010年） | 金澤（1981年 - 2010年） | 金澤（1981年 - 2010年） | 金澤（1981年 - 2010年） | 金澤（1981年 - 2010年） | 金澤（1981年 - 2010年） | 金澤（1981年 - 2010年） |
| 月份                      | 1月                     | 2月                     | 3月                     | 4月                     | 5月                     | 6月                     | 7月                     | 8月                     | 9月                     | 10月                    | 11月                    | 12月                    | 全年                    |
| ------------------------- | ----------------------- | ----------------------- | ----------------------- | ----------------------- | ----------------------- | ----------------------- | ----------------------- | ----------------------- | ----------------------- | ----------------------- | ----------------------- | ----------------------- | ----------------------- |
| 历史最高温 °C（°F）       | 21.2 (70.2)             | 23.6 (74.5)             | 27.1 (80.8)             | 31.6 (88.9)             | 33.7 (92.7)             | 36.1 (97.0)             | 37.4 (99.3)             | 38.3 (100.9)            | 38.5 (101.3)            | 33.1 (91.6)             | 28.4 (83.1)             | 24.7 (76.5)             | 38.5 (101.3)            |
| 平均高温 °C（°F）         | 6.8 (44.2)              | 7.3 (45.1)              | 11.0 (51.8)             | 16.9 (62.4)             | 21.6 (70.9)             | 25.0 (77.0)             | 28.8 (83.8)             | 30.9 (87.6)             | 26.6 (79.9)             | 21.3 (70.3)             | 15.5 (59.9)             | 10.2 (50.4)             | 18.5 (65.3)             |
| 平均低温 °C（°F）         | 0.9 (33.6)              | 0.7 (33.3)              | 3.0 (37.4)              | 8.2 (46.8)              | 13.1 (55.6)             | 18.0 (64.4)             | 22.3 (72.1)             | 23.7 (74.7)             | 19.5 (67.1)             | 13.3 (55.9)             | 7.7 (45.9)              | 3.4 (38.1)              | 11.2 (52.2)             |
| 历史最低温 °C（°F）       | −9.7 (14.5)             | −9.4 (15.1)             | −8.3 (17.1)             | −1.6 (29.1)             | 1.5 (34.7)              | 6.8 (44.2)              | 13.1 (55.6)             | 14.5 (58.1)             | 7.6 (45.7)              | 2.2 (36.0)              | −0.7 (30.7)             | −6.7 (19.9)             | −9.7 (14.5)             |
| 平均降水量 mm（）         | 269.6 (10.61)           | 171.9 (6.77)            | 159.2 (6.27)            | 136.9 (5.39)            | 155.2 (6.11)            | 185.1 (7.29)            | 231.9 (9.13)            | 139.2 (5.48)            | 225.5 (8.88)            | 177.4 (6.98)            | 264.9 (10.43)           | 282.1 (11.11)           | 2,398.9 (94.44)         |
| 月均日照時數              | 63.5                    | 84.1                    | 141.3                   | 185.5                   | 202.3                   | 152.6                   | 158.9                   | 221.5                   | 144.1                   | 150.4                   | 104.1                   | 72.5                    | 1,680.8                 |
| 来源：気象庁 気象統計情報 |                         |                         |                         |                         |                         |                         |                         |                         |                         |                         |                         |                         |                         |

## 人口
| 金澤市人口分布圖 |                                               |  |
| 金澤市與日本全國年齡別人口分布比較圖 （2005年資料） | 金澤市的年齡、男女別人口分布圖 （2005年資料） |  |
| ■紫色是金澤市 ■綠色是全国 | ■藍色是男性 ■紅色是女性                       |  |
| 金澤市人口變化 \| 1970年 \| 361,379人 \| \| \| 1975年 \| 395,263人 \| \| \| 1980年 \| 417,684人 \| \| \| 1985年 \| 430,481人 \| \| \| 1990年 \| 442,868人 \| \| \| 1995年 \| 453,975人 \| \| \| 2000年 \| 456,438人 \| \| \| 2005年 \| 454,607人 \| \| \| 2010年 \| 462,361人 \| \| \| 2015年 \| 465,699人 \| \| \| 2020年 \| 463,254人 \| \| |                                               |  |
| 資料來源：日本總務省統計中心提供之人口普查數據 |                                               |  |
| 1970年 | 361,379人                                     |  |
| 1975年 | 395,263人                                     |  |
| 1980年 | 417,684人                                     |  |
| 1985年 | 430,481人                                     |  |
| 1990年 | 442,868人                                     |  |
| 1995年 | 453,975人                                     |  |
| 2000年 | 456,438人                                     |  |
| 2005年 | 454,607人                                     |  |
| 2010年 | 462,361人                                     |  |
| 2015年 | 465,699人                                     |  |
| 2020年 | 463,254人                                     |  |

## 历史

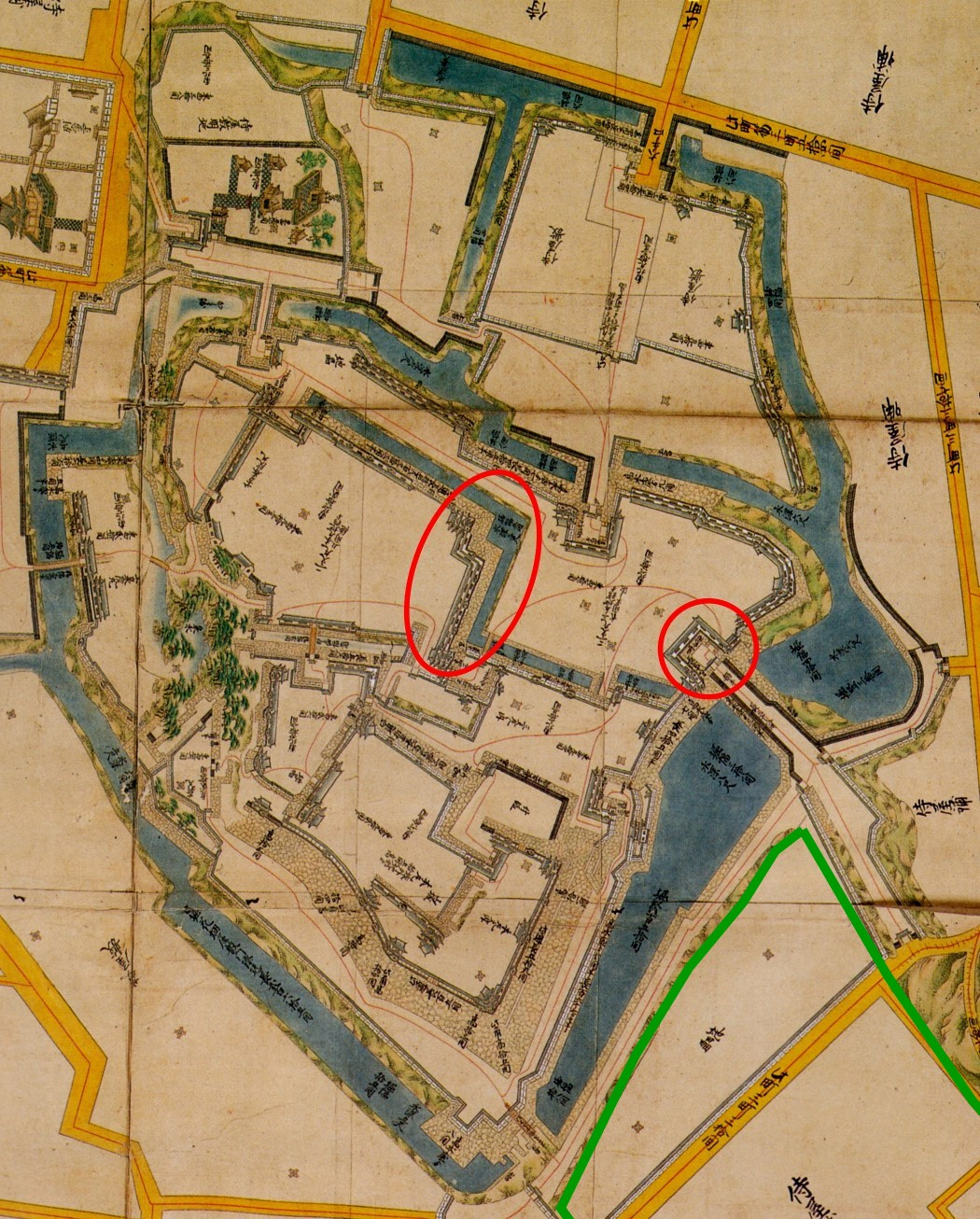
金澤城繪面圖

金澤市的轄區過去在令制國時代最初屬於越前國加賀郡，直到9世紀後才被劃入新設立的加賀國，接著加賀郡又以淺野川為界，將淺野川以南的區域劃出新設立為河南郡（之後在稍微調整轄區後又更名為石川郡），剩下位於淺野川以北的區域的加賀郡則被更名為河北郡。
過去擔任加賀守護的富樫氏長期現在的野野市區域為為據點，直到16世紀因加賀一向一揆滅亡，實際掌控一向一揆的本願寺決定在淺野川以南與犀川之間的台地建立新的據點「尾山御坊」，此後加賀國的政治中心便轉至本地，即使在織田信長擊敗加賀一向一揆後，或是豐臣秀吉控制此地後，直到前田利家入主加賀國，都仍持續使用此地做為治理加賀國的中心，尾山御坊後來也被更名為金澤城。
17世紀江戶時代後，前田氏加賀藩成為領有加賀國、能登國、越中國合計超過百萬石的大領地，金澤城也因為成為這廣大富庶區域的政治中心而繁榮，根據史書資料的考據，在17世紀後期金澤城下町的人口已超過十萬人，在當時的日本僅次於江戶、大坂和京都，最顛峰時為全日本第四大的城市。
1871年實施廢藩置縣後，改隸屬新設置的金澤縣，金澤縣又在1872年更名為石川縣；1878年石川縣實施郡區町村編製法，將原本金澤城下町的區域劃設為金澤區，1889年日本實施市制，金澤區也成為日本第一批設立的城市，成為金澤市。現在的金澤市轄區在1889年時，還包括位於周邊屬於石川郡及河北郡的共39個行政區劃，自1920年代至1960年代期間，金澤市陸陸續續將周邊的町村併入，才組成現在的金澤市。
不過在19世紀末明治維新以來，雖然全日本進入工業化發展，但由於發展重心以靠太平洋側的城市為主，除了發展不如位於太平洋側的名古屋市、橫濱市、神戶市，本地的士族和商人也轉往外地發展，因而人口未能如同全日本的快速成長，邁向沒落，以現代日本來說，金澤市現在只屬於日本的中型地方城市的規模。
但也由於地處於日本海側，遠離日本的發展中心，在第二次世界大戰期間未遭到大规模的空袭，而避開快速發展的同時，使得現在市中心仍然存在大量戰前、甚至幕府時代的建築，令金澤成為日本的主要歷史旅游景點，同時加大文藝方面的扶持，這兩點是為今日當地經濟支柱。

## 交通

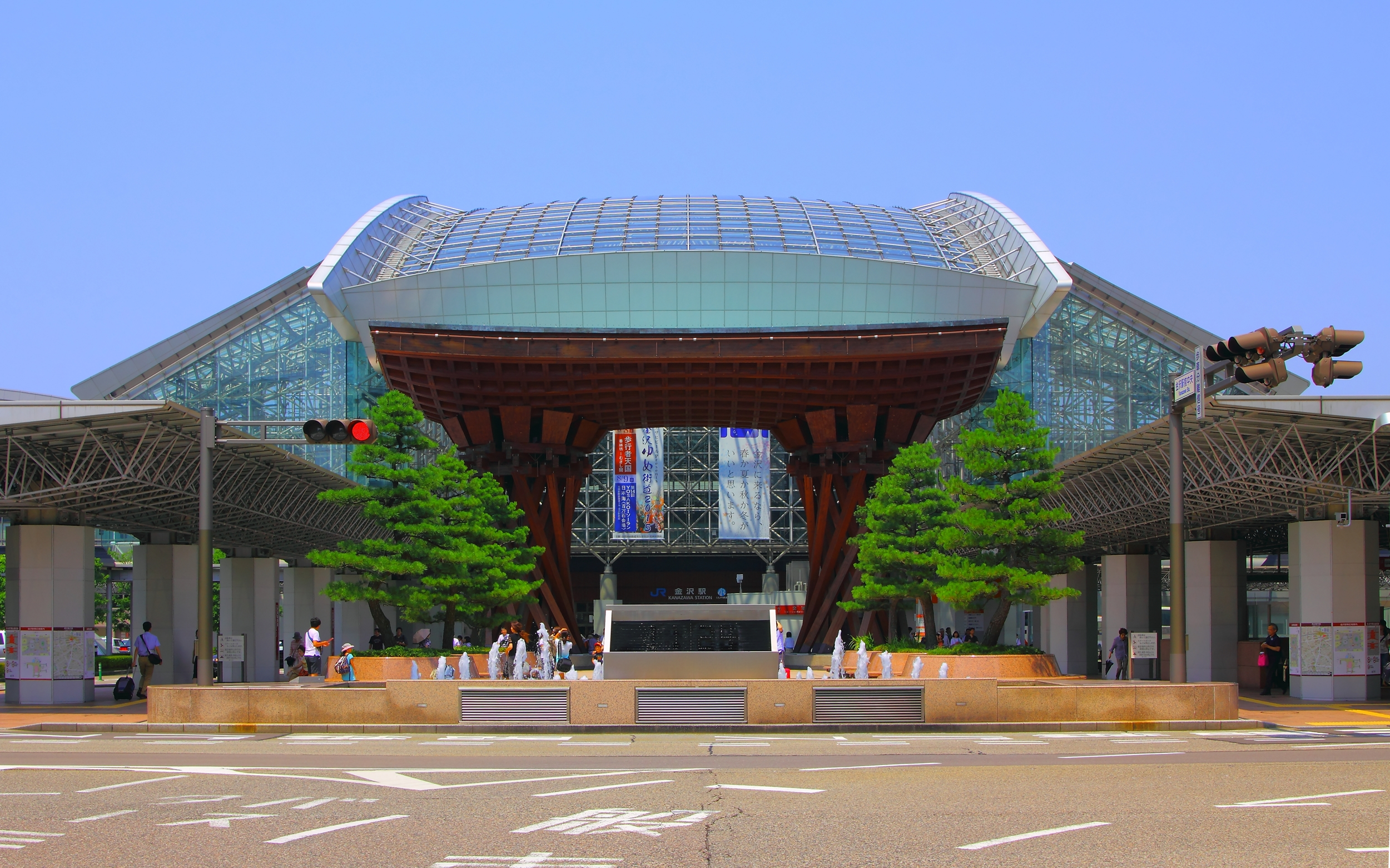
金澤車站

1961年時的北陸鐵道金澤市內線路網

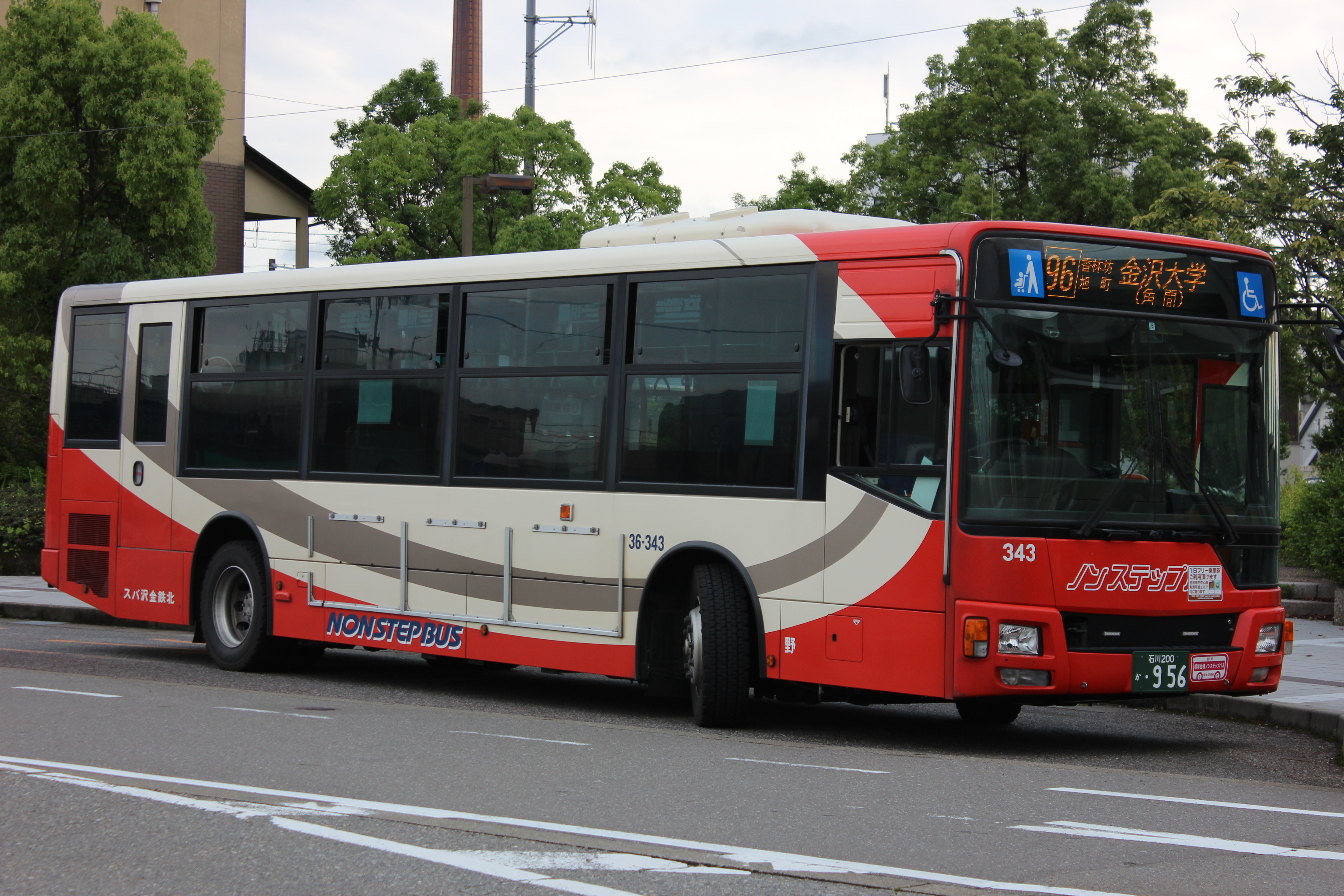
北鐵金澤巴士的車輛

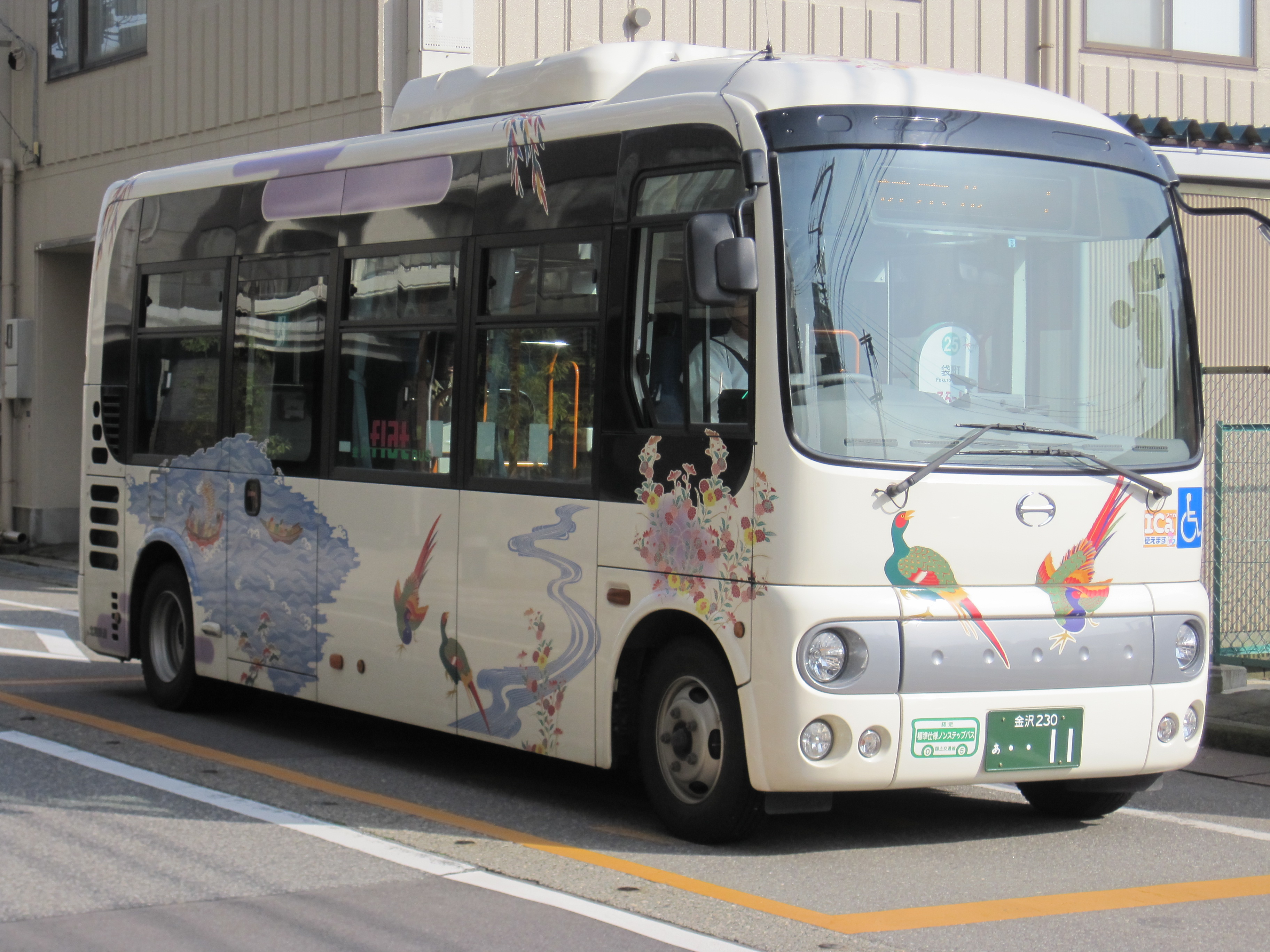
金澤平面巴士的車輛

金澤車站為金澤最主要的鐵路車站，利用JR西日本的北陸新幹線自東京前往金澤只需三個小時，未來在北陸新幹線全線通車後，預計將可在一個半小時內抵達至大阪。
除了北陸新幹線外，金澤車站也是IR石川鐵道線、北陸鐵道淺野川線的交會車站，經由IR石川鐵道線可往南至大聖寺站，並接入Hapi-line Fukui線前往福井縣、滋賀縣，往北則可透過前往富山縣並接入愛之風富山鐵道線，淺野川線則自金澤市市區沿著淺野川往下游通至內灘町市區，JR西日本雖然在北陸新幹線通車後退出了大部份的在來線服務，但仍有經營經由津幡站接續旗下七尾線的客運業務。
IR石川鐵道線過去原本是西日本旅客鐵道北陸本線的一部分，在2015年北陸新幹線通車後，基於並行在來線要由不同鐵路業者經營的原則，才將自位於石川縣內的路段分割出交由IR石川鐵道經營。
此外，北陸鐵道還有一條石川線可自西金澤車站往南經野野市市通往金澤市的南部區域，最遠可抵達位於手取川北岸的白山市賀來地區。
距離金澤市最近的機場則是位於小松市的小松飛行場，不過自金澤車站利用小松機場連絡巴士前往約需一個小時的車程。
北陸地方的主要高速公路北陸自動車道則是自市區的西側及北側通過，經由此條高速公路一樣可以往北往南進入富山縣及福井縣；在沿海區域與內灘町交界處還有一條能登里山海道可沿著海岸一路接往石川縣北部的區域。
過去北陸鐵道在金澤市區內還曾有金澤市內線的鐵路網系統，可將金澤車站、東金澤車站、野町車站與主要市區內連結起來，在市區內有多達33個車站，但金澤市內線在1965年決定停止營運後，已在1967年全數關閉改以市區客運取代。
市內的市區客運大多由北陸鐵道集團旗下的北陸巴士、北鐵金澤巴士、北鐵能登巴士、北鐵奧能登巴士、加賀白山巴士、加賀溫泉巴士共同經營，而以富山縣西部區域為主要經營範圍的加越能巴士也有經營自南礪市駛自金澤的客運路線。而北陸巴士與西日本JR巴士、日本中央巴士則有經營跨城的高速巴士。金澤市政府也有開設社區巴士金澤平面巴士。

### 鐵路
- 西日本旅客鐵道
  - 北陸新幹線：（←津幡町） - 金澤站 - （野野市市→）
- IR石川鐵道
  - IR石川鐵道線：（←野野市市） - 西金澤站 - 金澤站 - 金澤貨物總站 - 東金澤站 - 森本站 - （津幡町）
- 北陸鐵道
  - 淺野川線：北鐵金澤車站 - 七屋車站 - 上諸江車站 - 磯部車站 - 割出車站 - 三口車站 - 三屋車站 - 大河端車站 - 北間車站 - 蚊爪車站 - （內灘町）
  - 石川線： - 野町車站 - 西泉車站 - 新西金澤車站 - （野野市市） - 馬替車站 - 額住宅前車站 - 乙丸車站 - 四十萬車站 - （白山市）

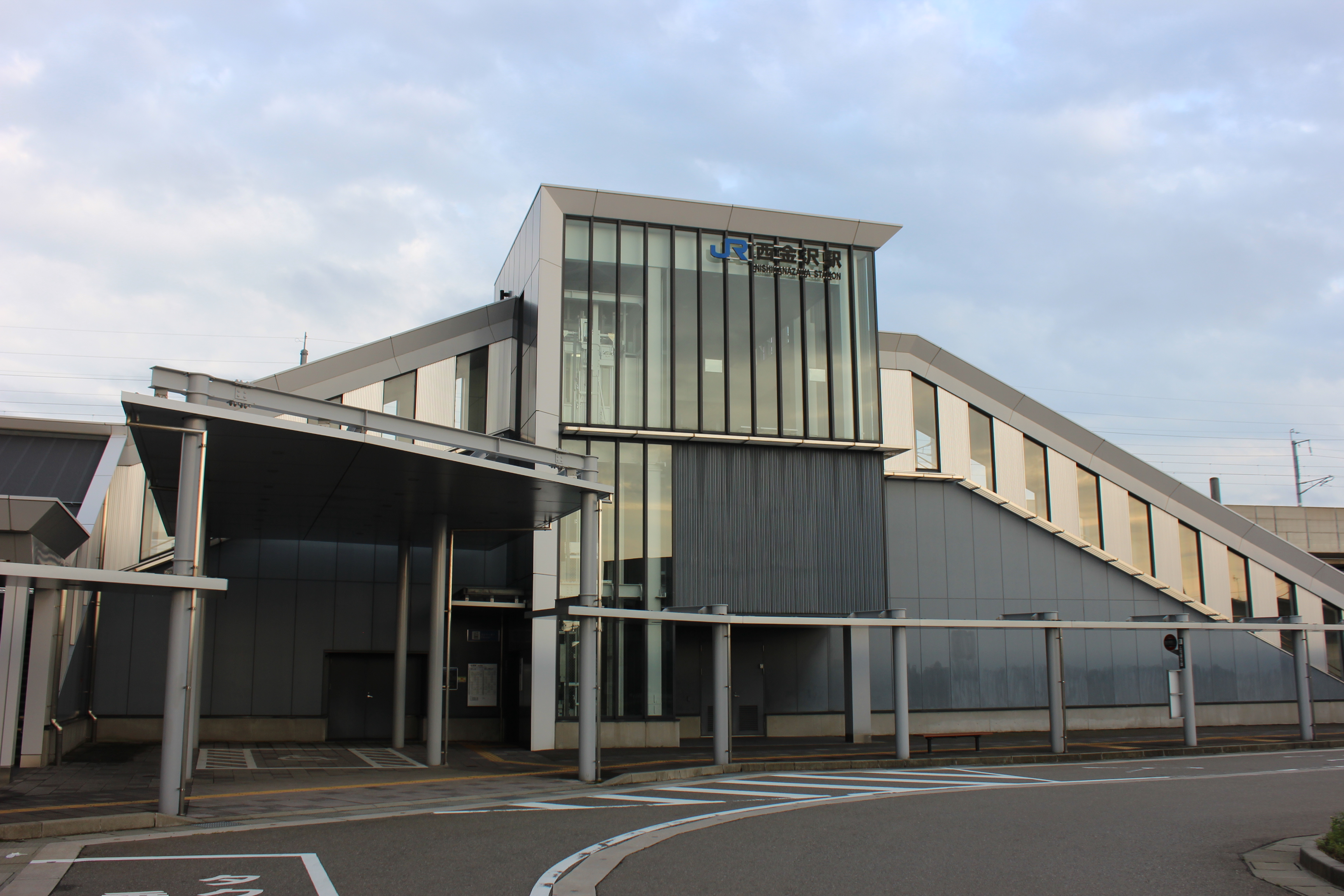
西金澤站
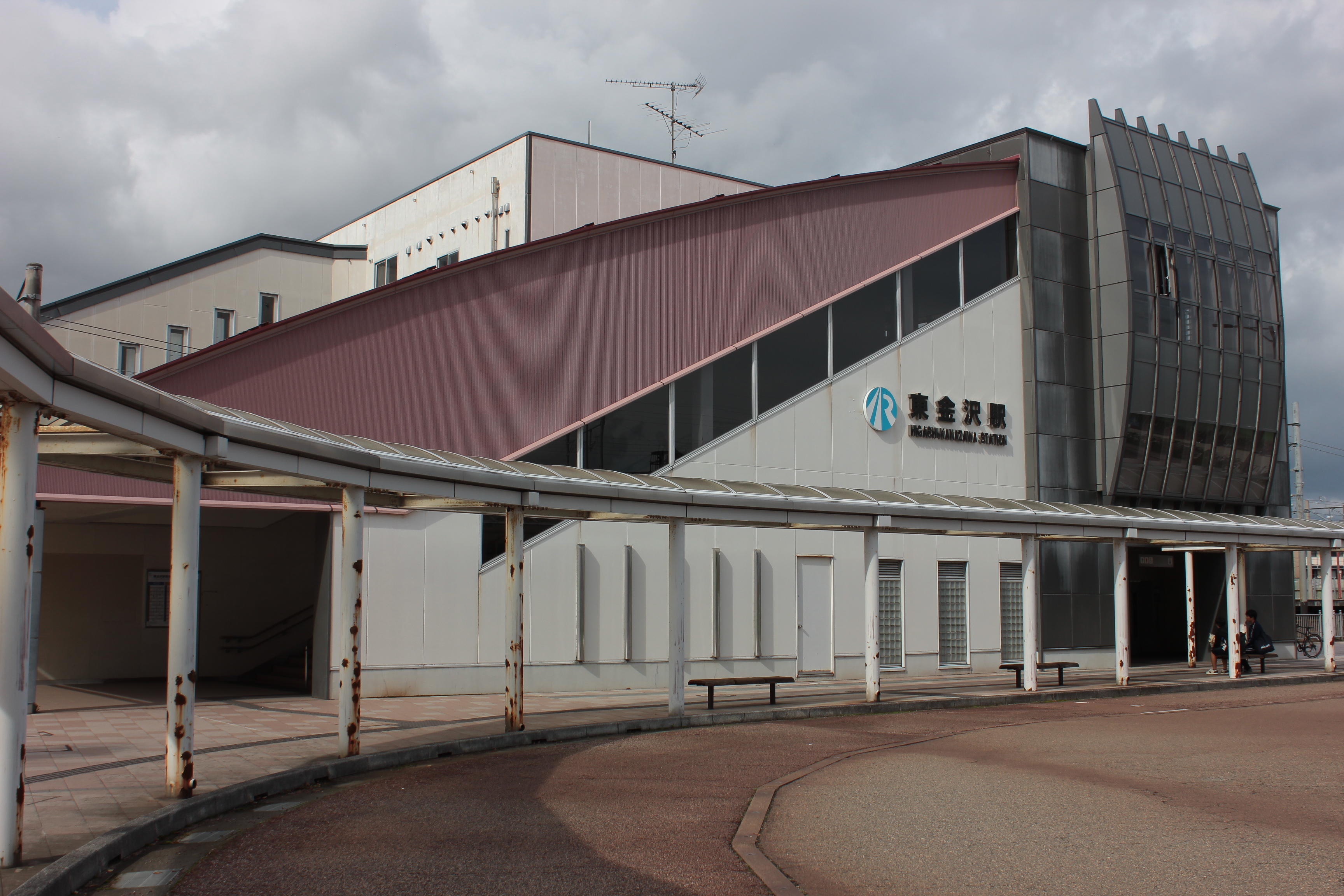
東金澤站
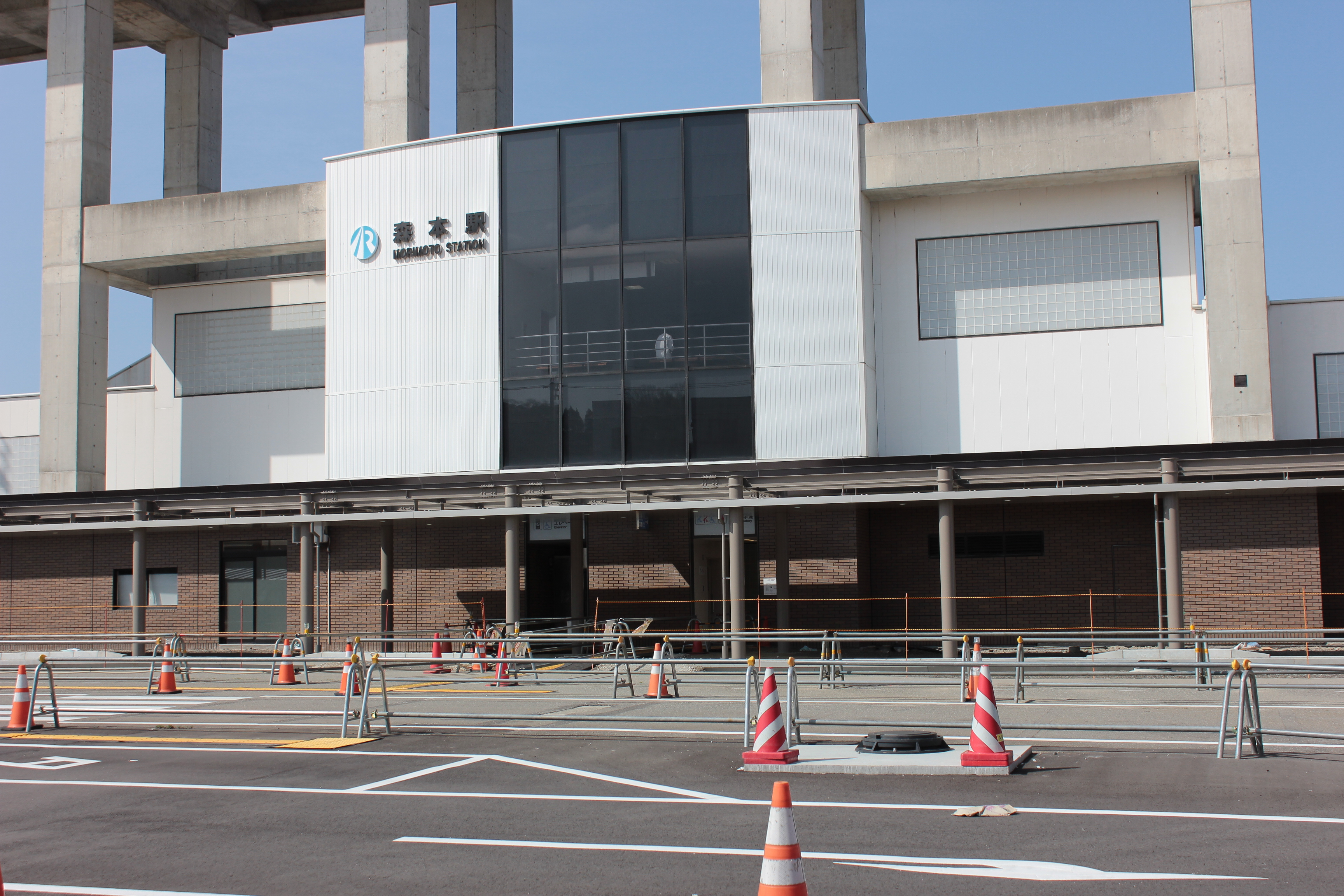
森本站
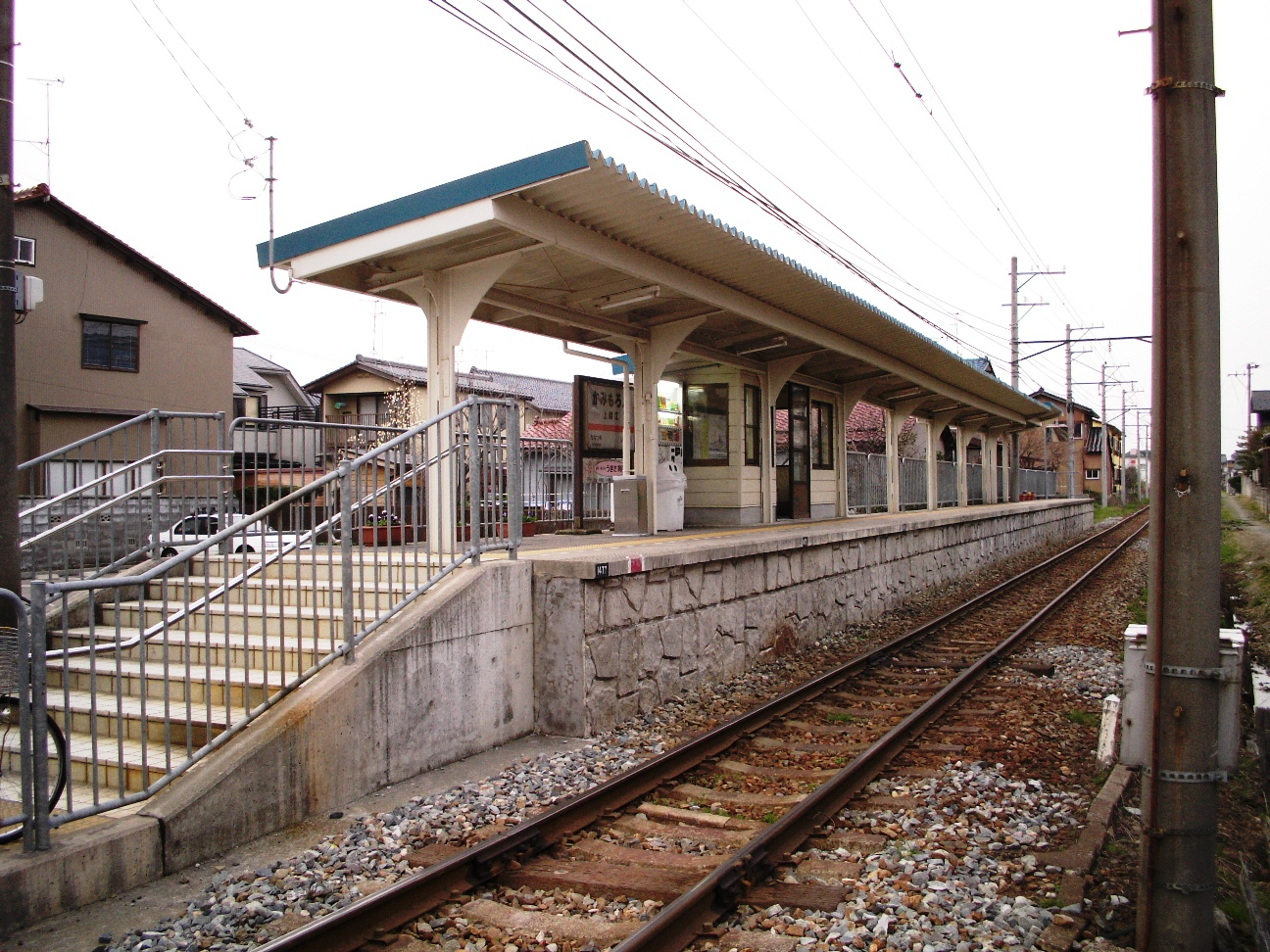
上諸江站
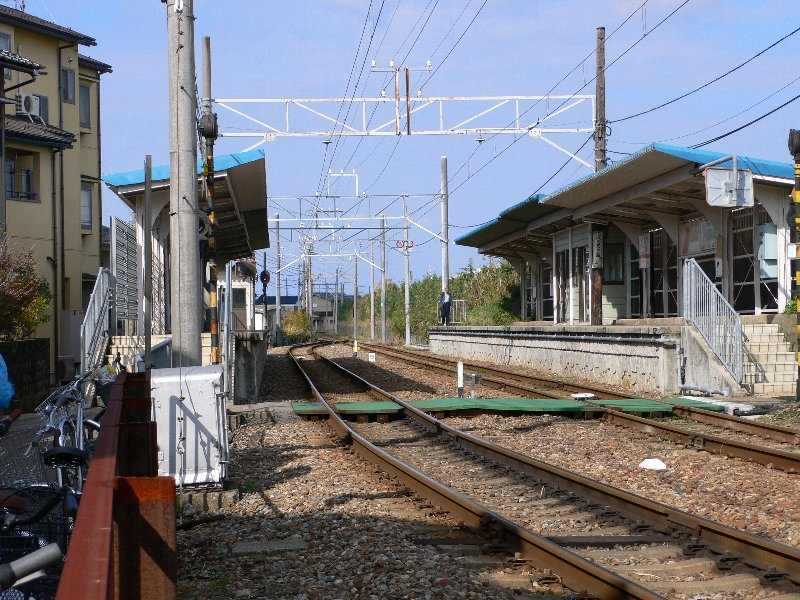
三屋站
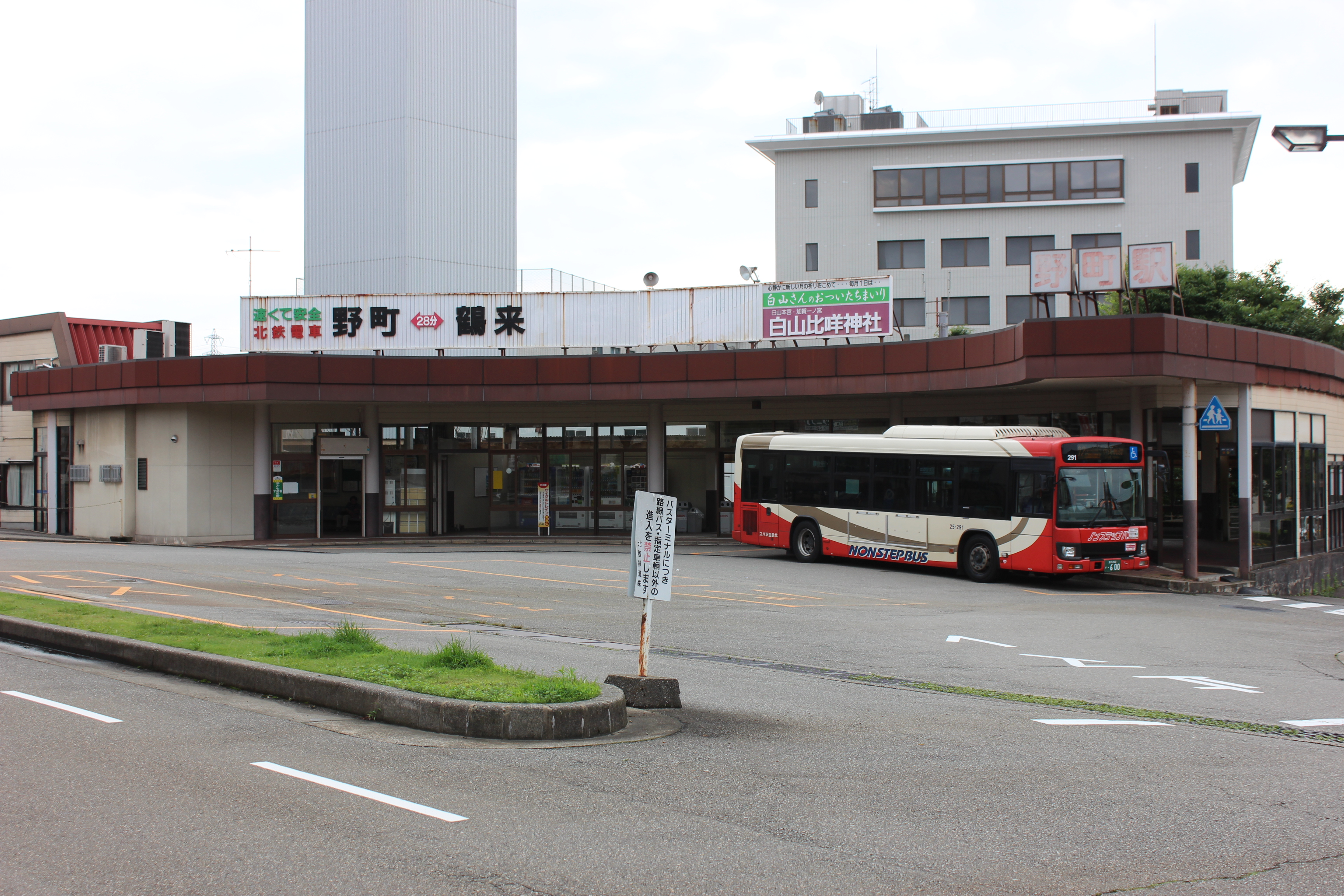
野町站
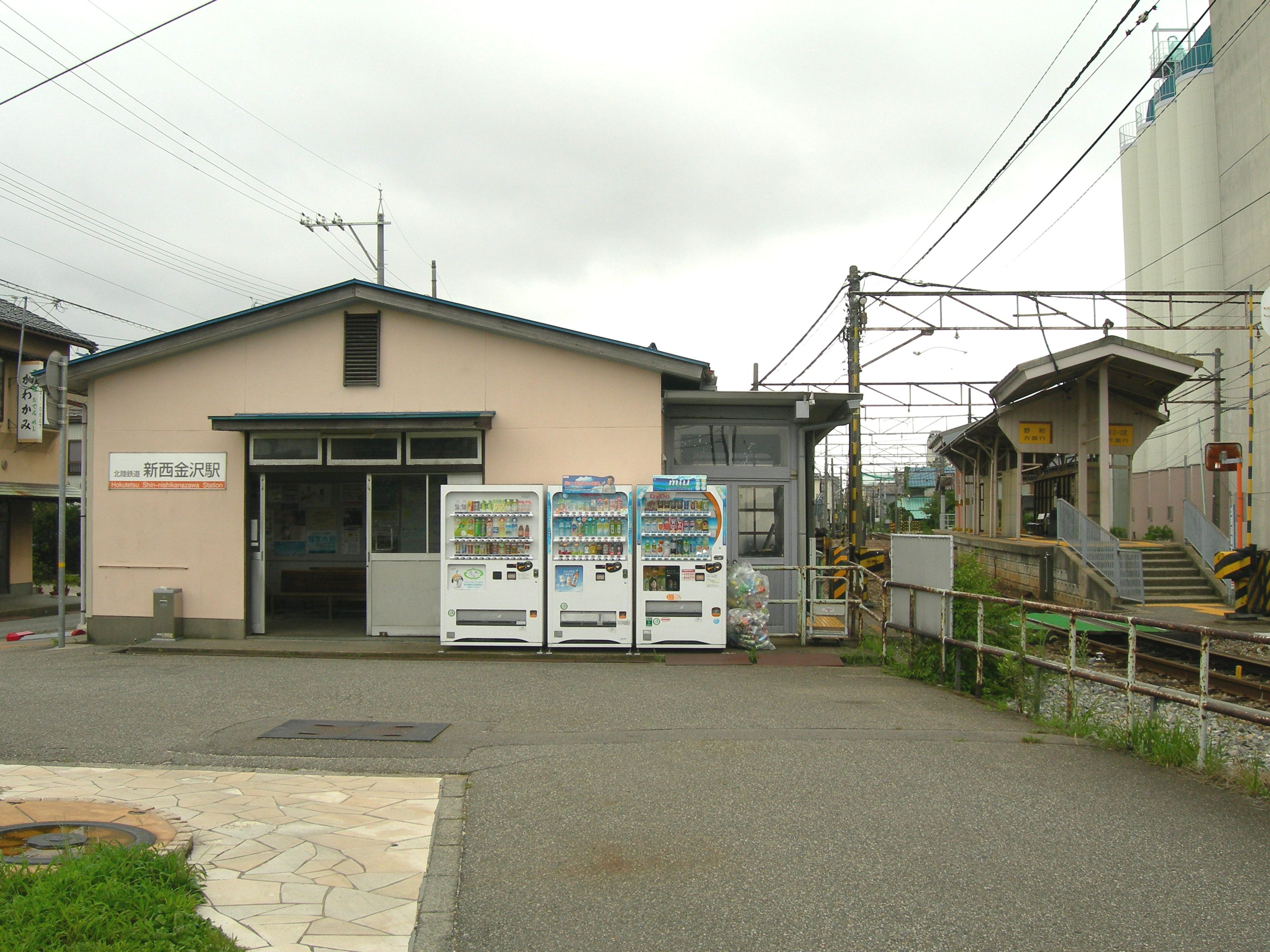
新西金澤站
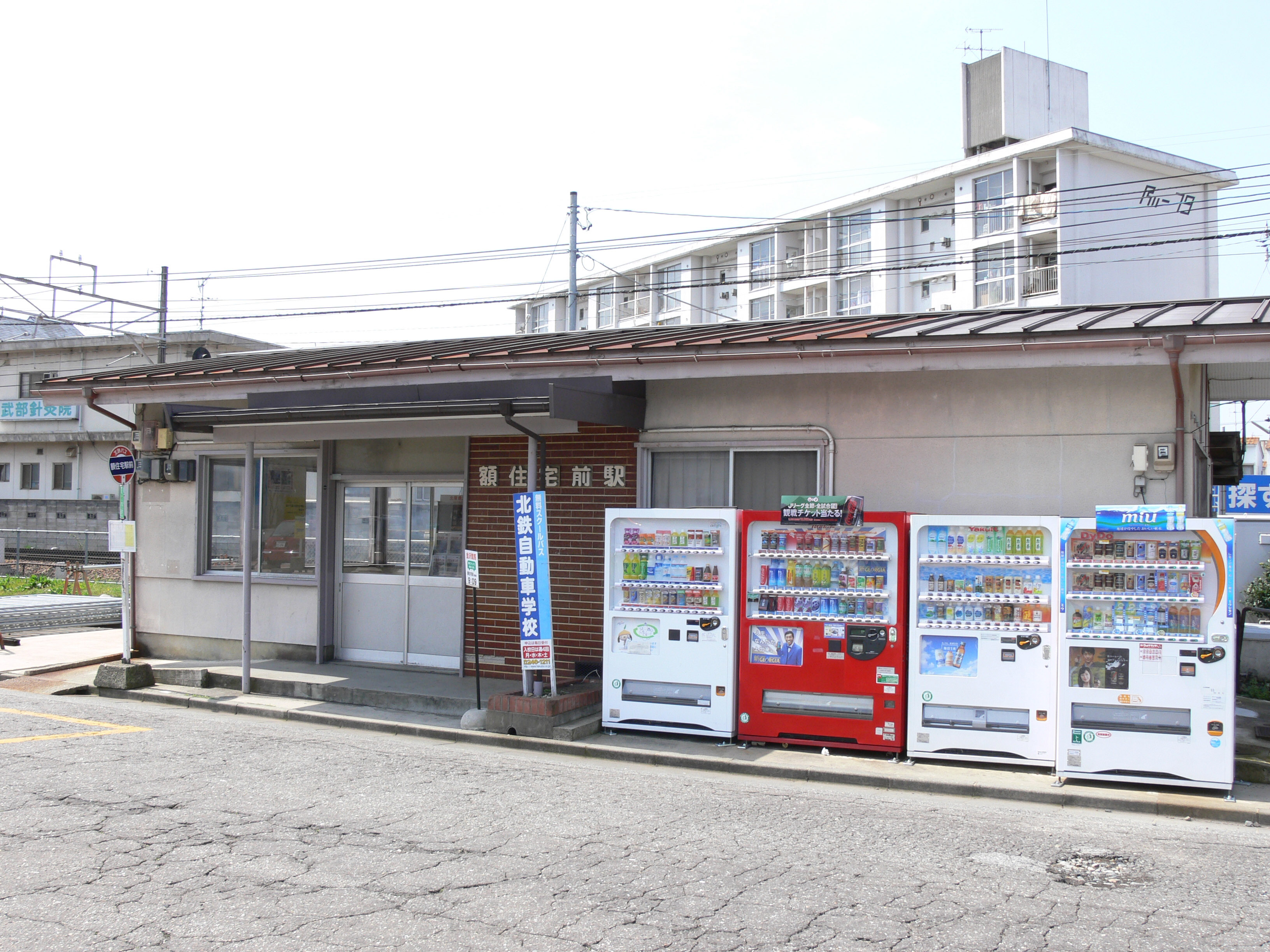
額住宅前站

### 公路
高速公路
- 北陸自動車道：（白山市） - 金澤西交流道（日语：金沢西インターチェンジ） - 金澤東交流道（日语：金沢東インターチェンジ） - 金澤森本交流道（日语：金沢森本インターチェンジ） - 不動寺休息區（日语：不動寺パーキングエリア） - （小矢部市）

快速道路
- 能登里山海道：粟崎交流道（日语：粟崎インターチェンジ） - （內灘町）

## 觀光
雖然現在的金澤城大多為1990年代後所重建，但由於其為過去加賀藩的象徵，因此成為現在金澤市內最具代表性的觀光景點；而位於金澤城東南的兼六園為過去加賀藩藩主的庭園，現在更是與岡山市的後樂園、水戶市的偕樂園被一同列為日本三名園，也與金澤城一同成為金澤市的代表景點。自2015年起每年來到「金澤地區」（包括金澤市、河北市、白山市、野野市市、津幡町、內灘町）的觀光客人次都超過一千萬人，其中光是拜訪兼六園的旅客就超過兩百五十萬人次。
以金澤城為中心，周邊的城郭區域仍維持著過去江戶時代的規劃，並保持了整體街道過去的風貌和景色，除了保有過去土牆及石板路的長町武家屋敷跡外，東茶屋街、主計町茶屋街、西茶屋街為金澤最具知名的茶屋街，前兩者更是先後被日本政府列入重要傳統的建造物群保存地區。2004年開幕的金澤21世紀美術館為此區域代表性的美術館，同時還有金澤市立安江金箔工藝館、加賀友禪的長町友禪館、石川縣立傳統產業工藝館、加賀本多博物館、西茶屋資料館、金澤能樂美術館許多與本地歷史文化有關的博物館。
在市區以外，卯辰山山麓寺院群、寺町寺院群、小立野寺院群這三處被合稱為「金澤三寺院群」，這三處也是過去江戶時代加賀藩為有效監控本地的寺院所規畫的寺院町，前兩者一樣也被日本政府列入重要傳統的建造物群保存地區，也因此整個金澤市內共有多達四處的重要傳統的建造物群保存地區。
在金澤市內也有數個小型規模的溫泉區，包括湯涌溫泉、犀川峽溫泉、深谷溫泉、曲水溫泉，這四處溫泉也會被合稱為「金澤溫泉鄉」。
由於加賀藩的藩祖前田利家是在1583年6月14日進入金澤城，開始建立加賀藩的歷史；因此現在加賀市會在每年六月上旬舉辦金澤百萬石祭，其內容包括重現前田利加入城的「百萬石行列」、夜間舉行的「百萬石盆舞」、代表金澤茶道文化的「百萬石茶會」、於淺野川舉行「加賀友禪流水燈」。

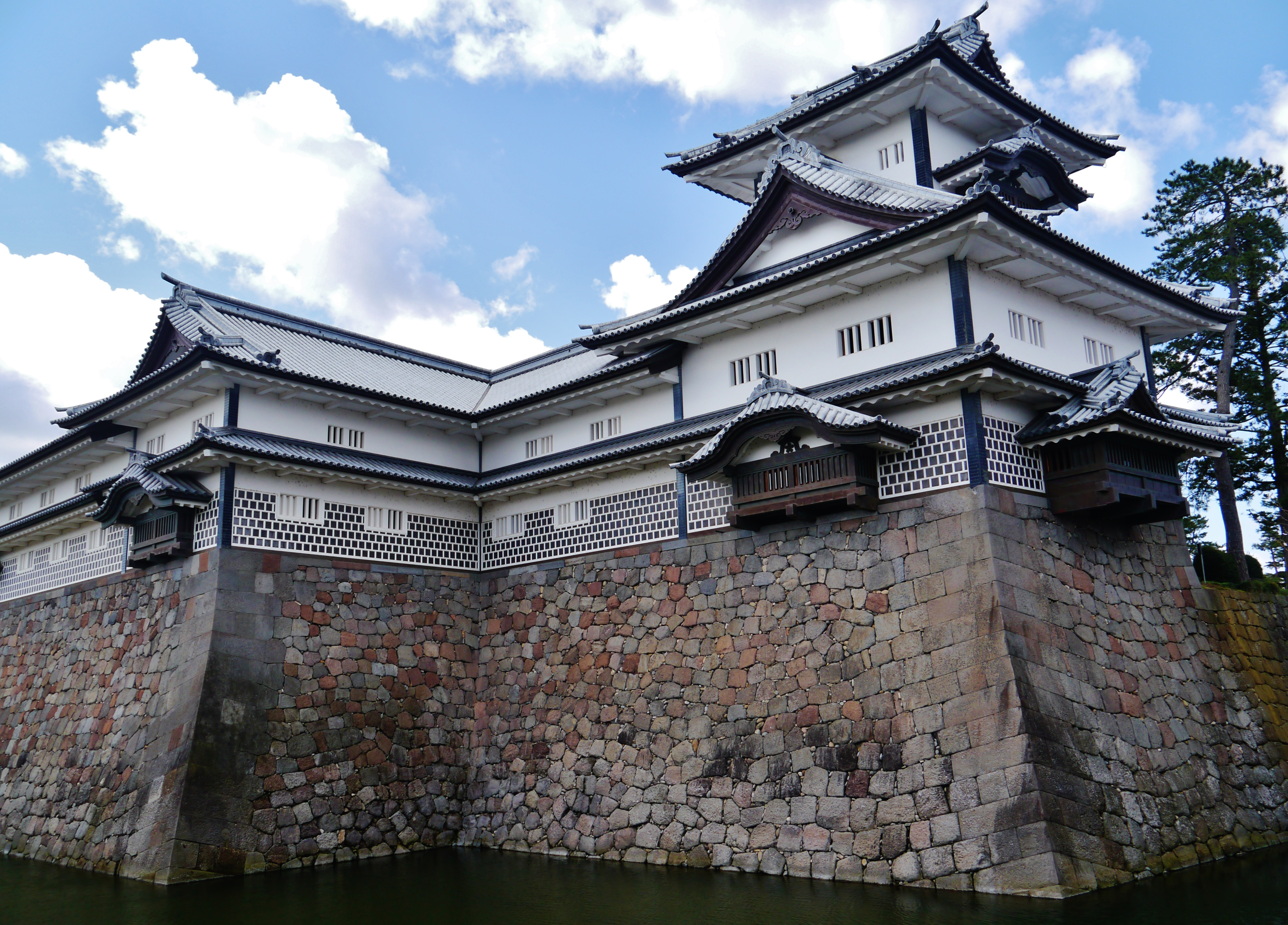
金澤城的菱櫓
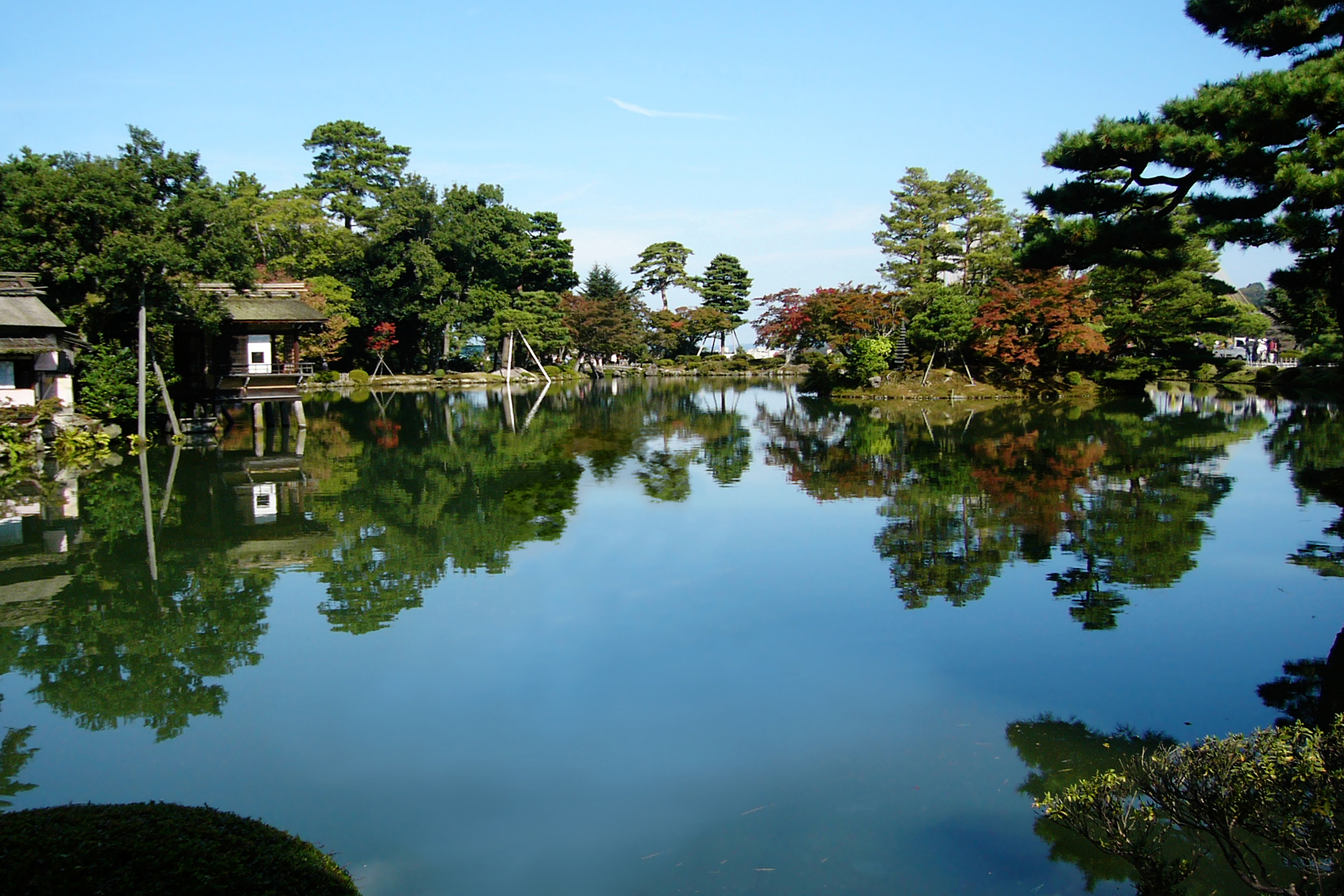
兼六園的徽軫燈籠與霞池
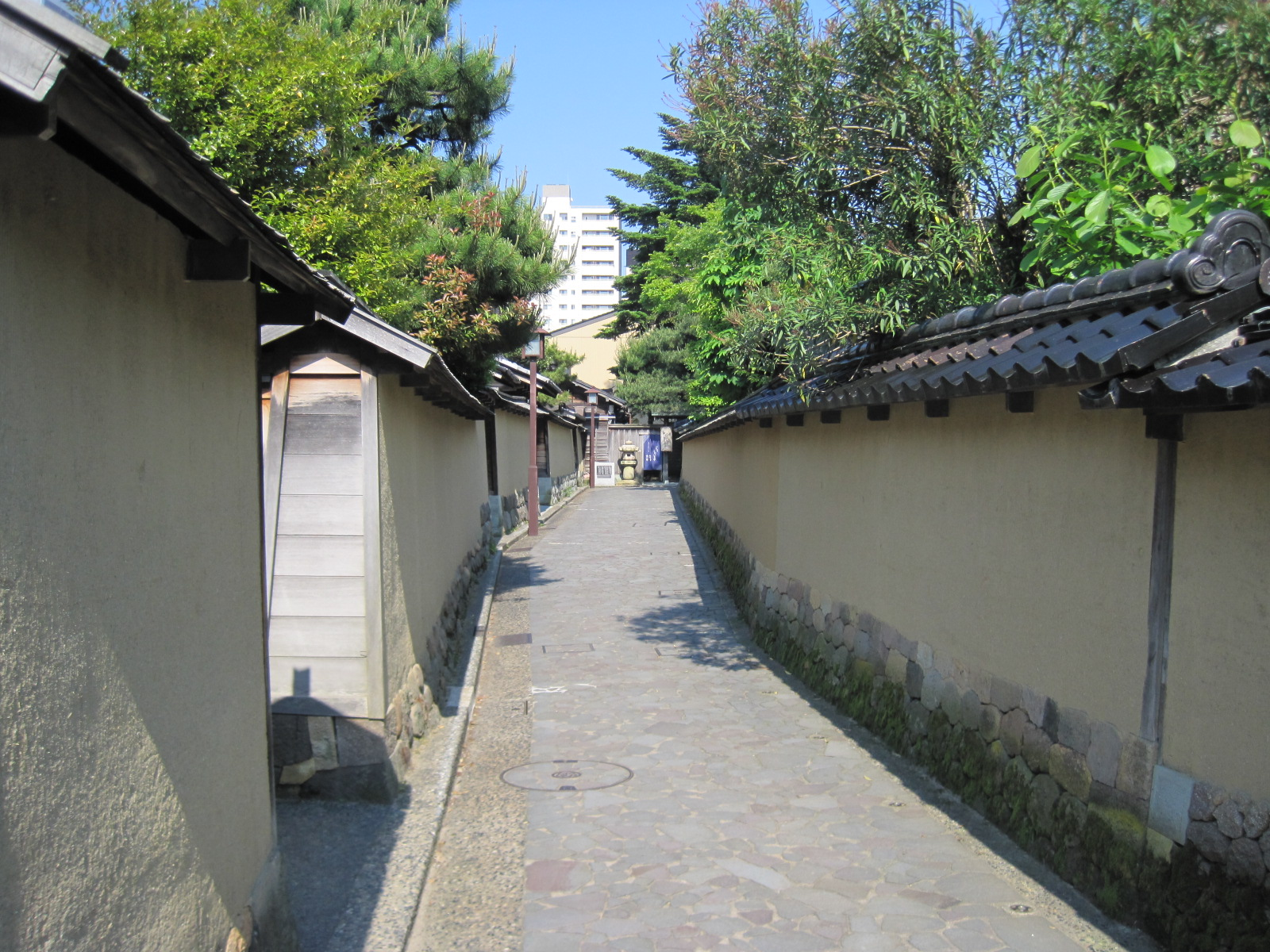
長町武家屋敷跡的街道
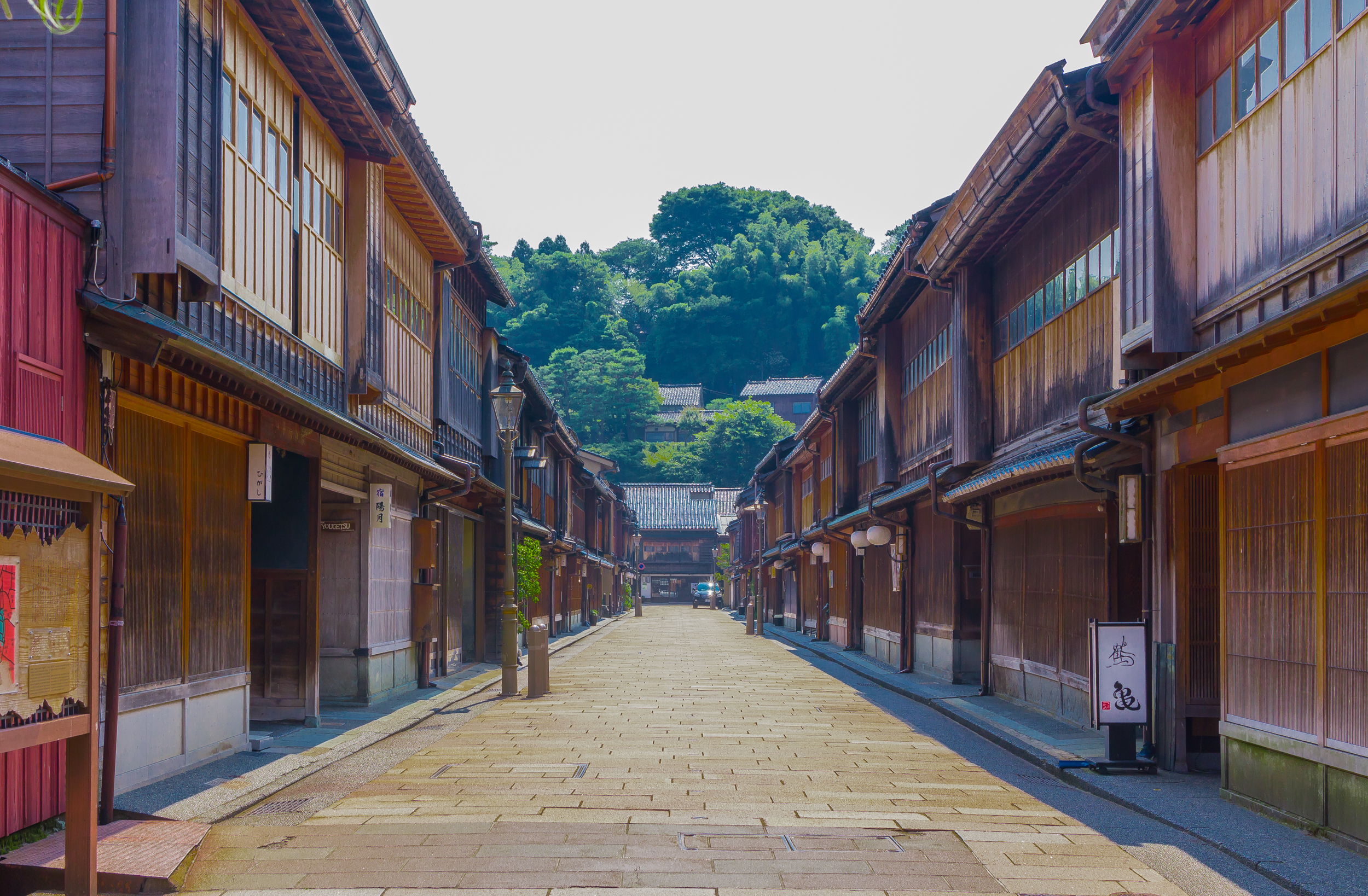
東山東茶屋街
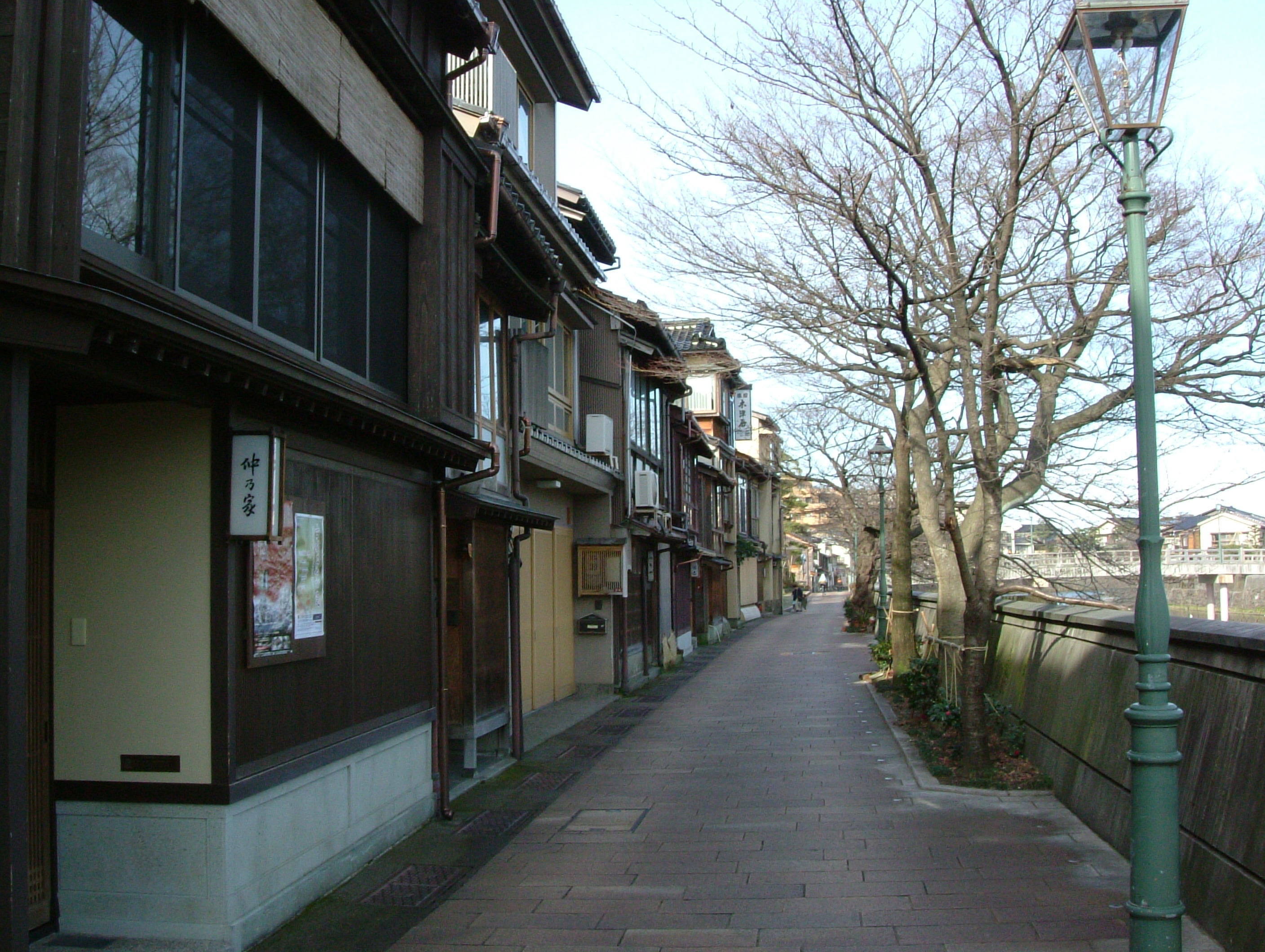
計町茶屋街
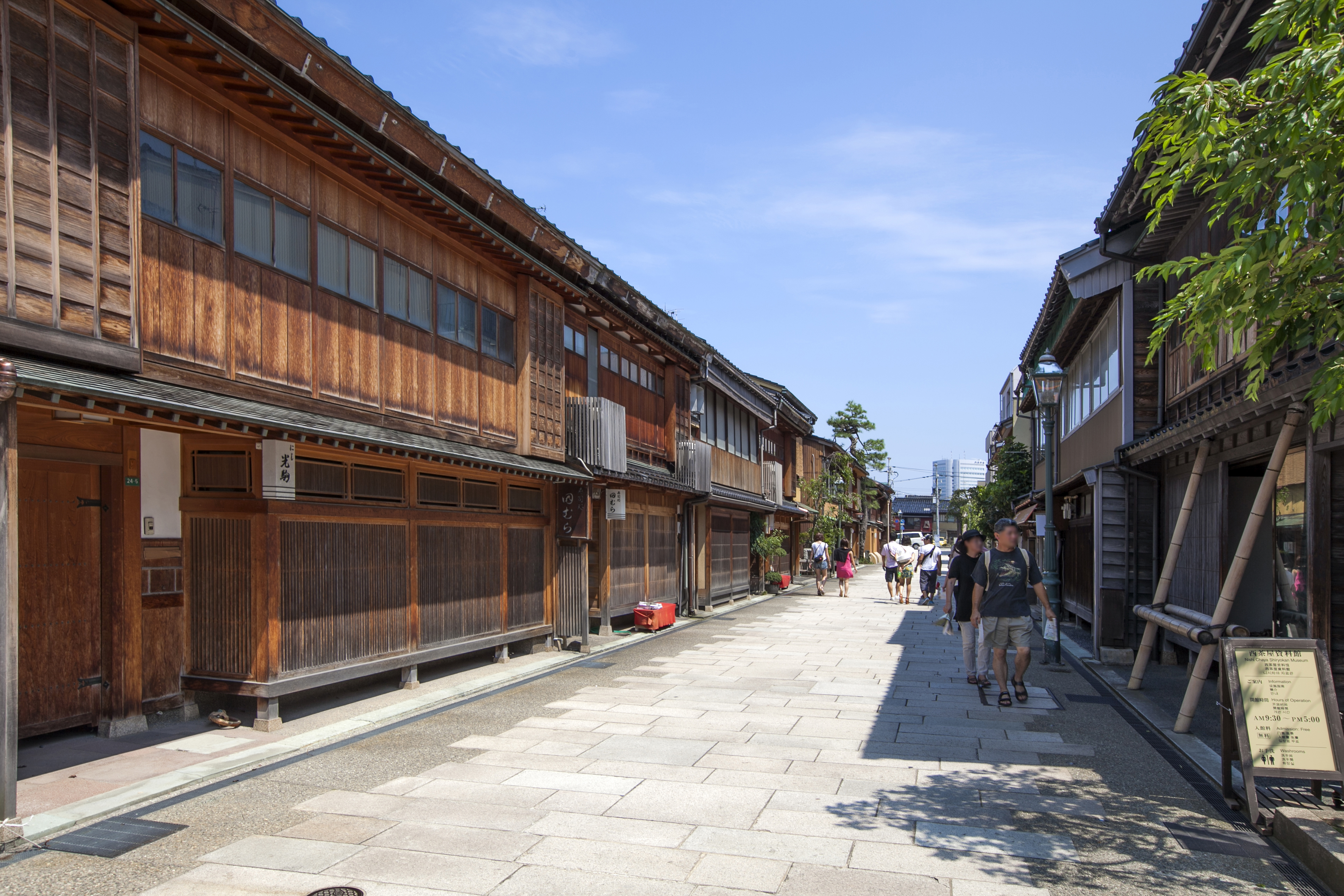
西茶屋街
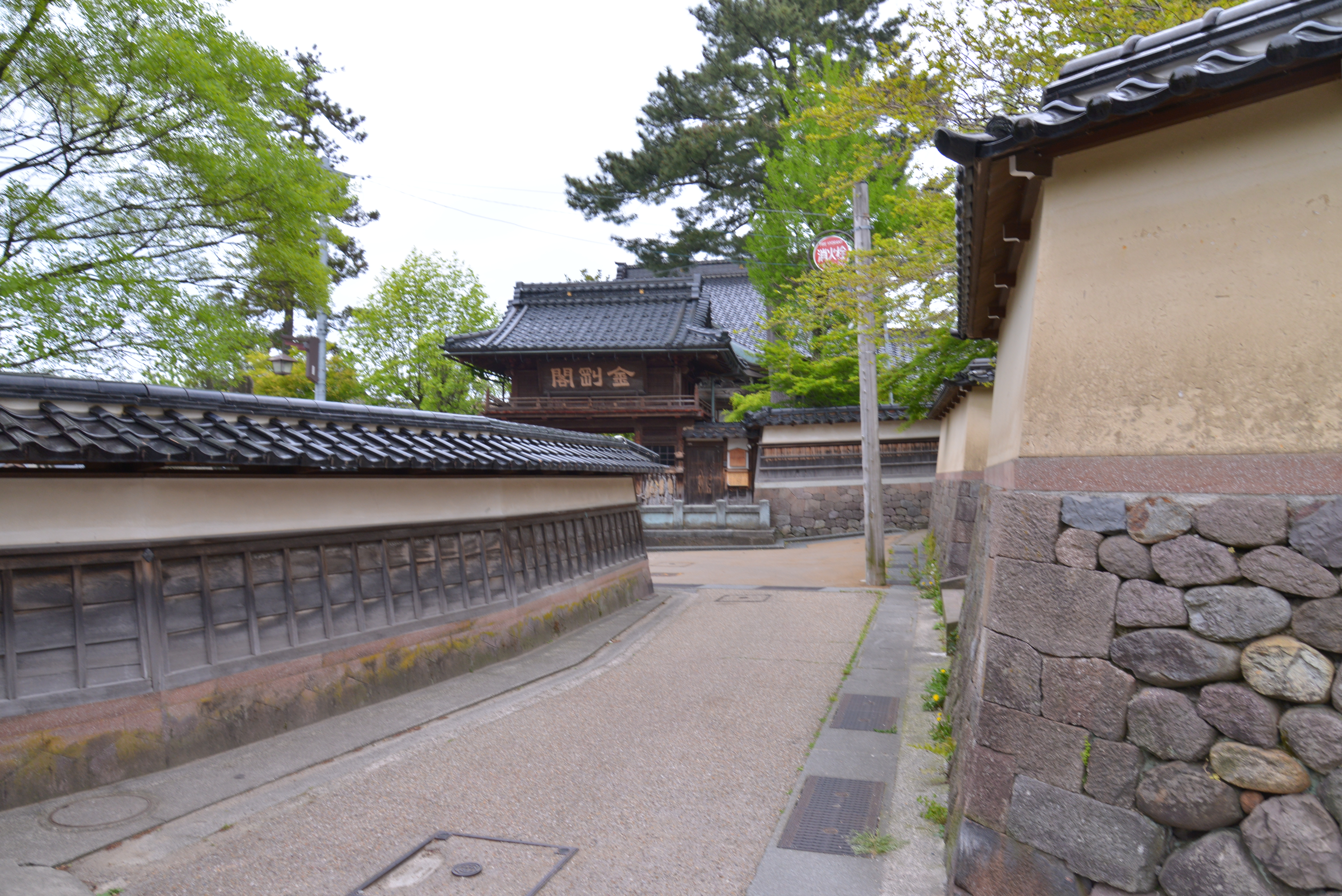
卯辰山山麓寺院群的街道
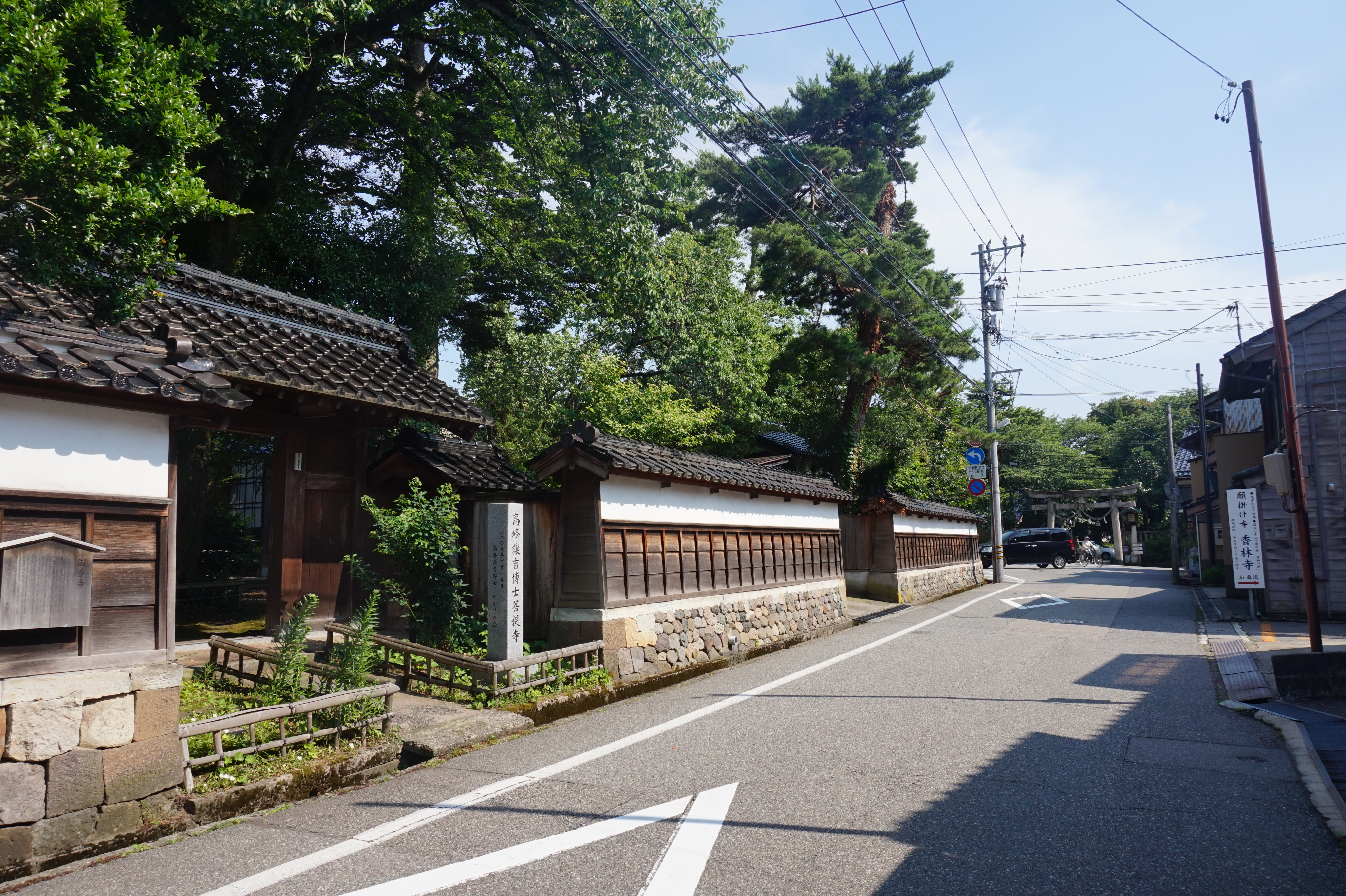
寺町寺院群的街道
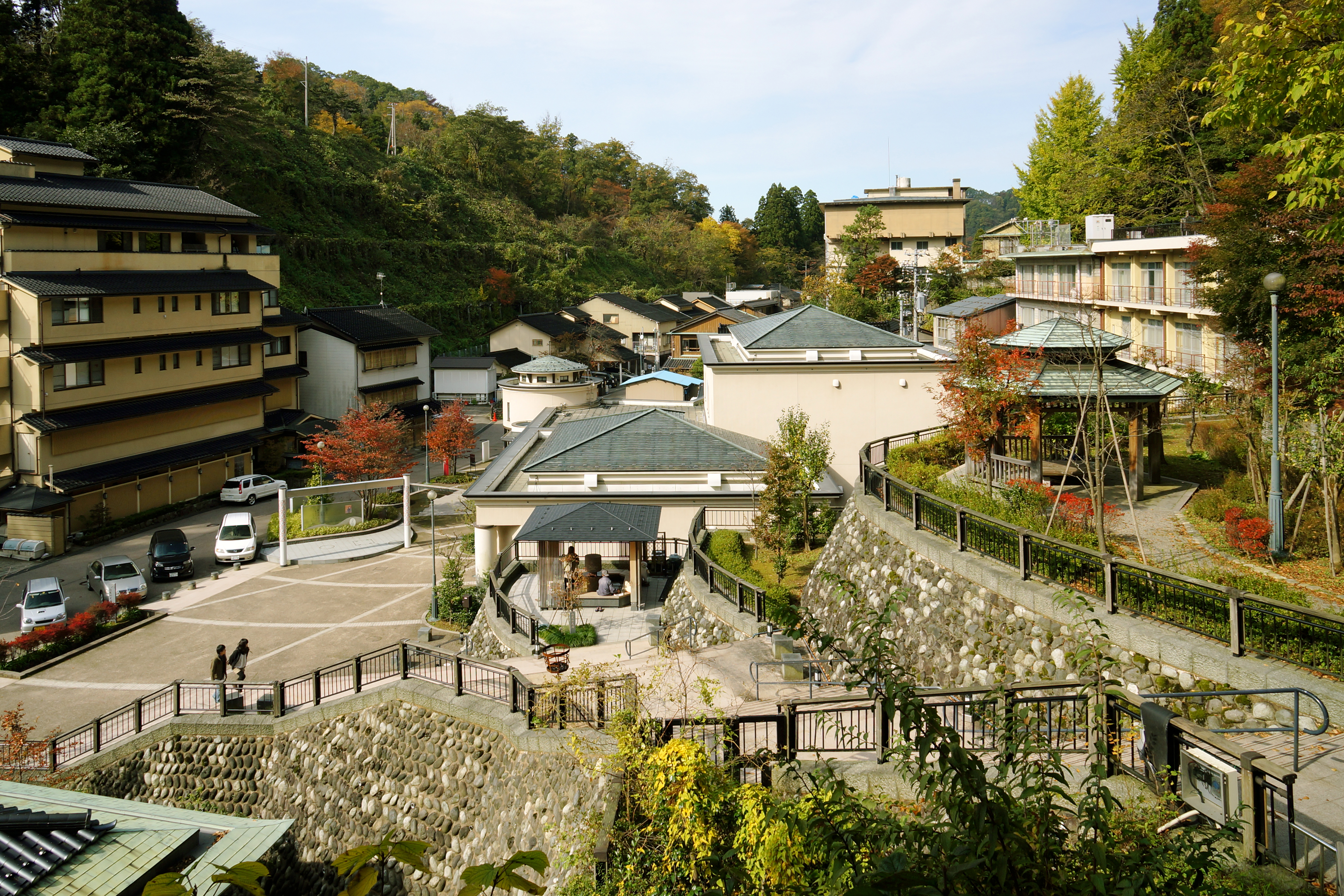
湯涌溫泉
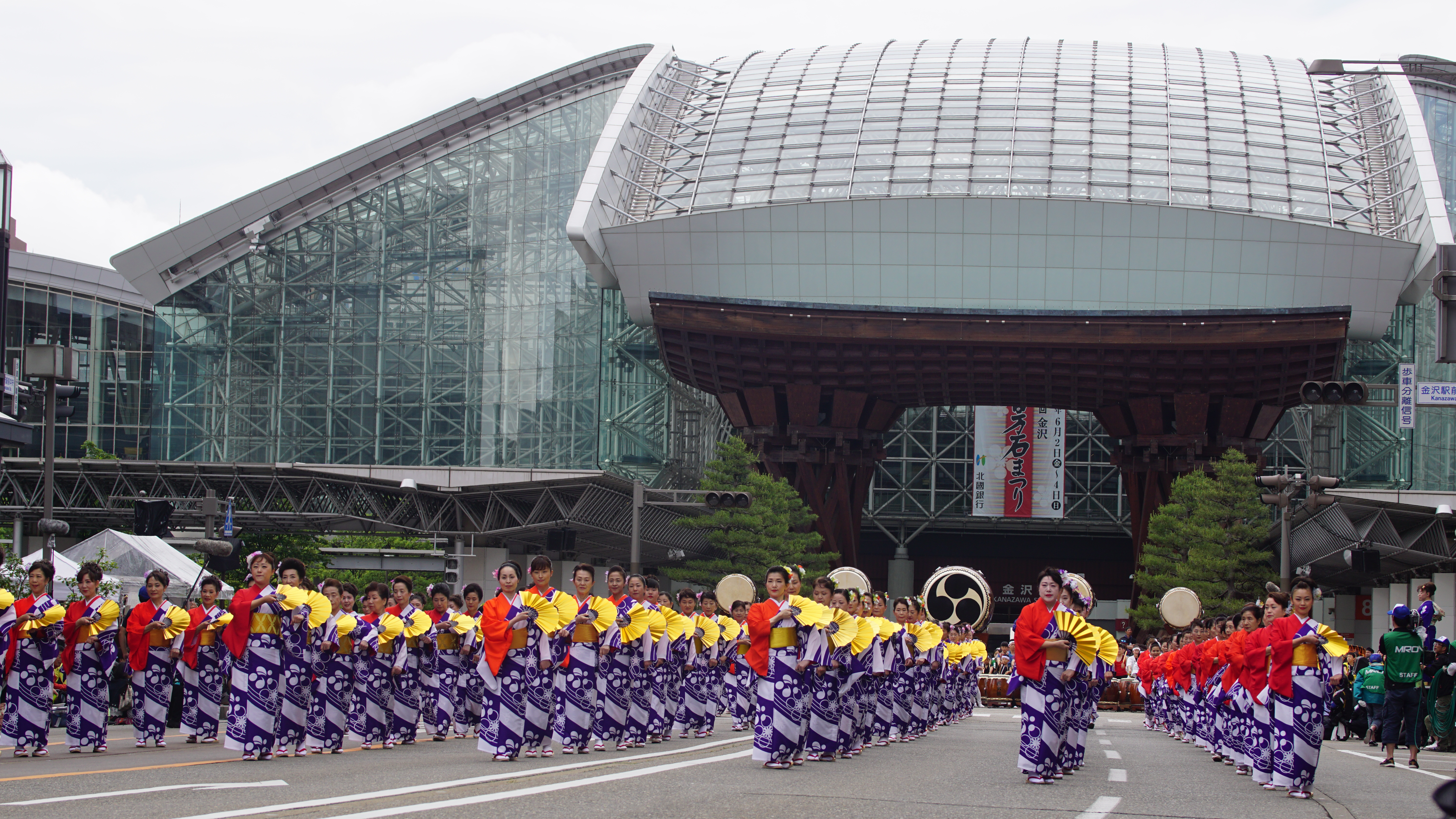
金澤百萬石祭在金澤車站前的表演

## 教育
位於金澤的高等教育學校包括金澤大學、金泽美术工艺大学、金澤工業大學、金澤學院大學、金澤星稜大學、北陸大學、北陸學院大學。
金澤大學是市內唯一的國立大學，為1949年將位於金澤的多所公立學校包括金澤醫科大學、第四高等学校、金澤高等師範學校、金澤高等工業學校、石川師範學校、石川青年師範學校整併而成，其前身可追溯到過去18世紀至19世紀期間由金澤藩所設立的多個教育或研究機構。目前金澤大學在金澤市內就有五個校區，所開設的科系也多達八個學部。
金澤美術工藝大學同樣為成立於1940年代的公立大學，期開設科系集中在美術、設計、工藝類別；自1980年代開始，有學生以各式特意造型的裝扮參加畢業典禮，並以此裝扮上台領取畢業證書，現已發展為該校畢業典禮的特色。
此外，屬於聯合國的聯合國大學永續及和平研究所與石川縣政府、金澤市政府合作，在金澤設有「石川金澤營運部」，藉由研究本地多樣性的生物及文化資源以達到永續保存的目標。

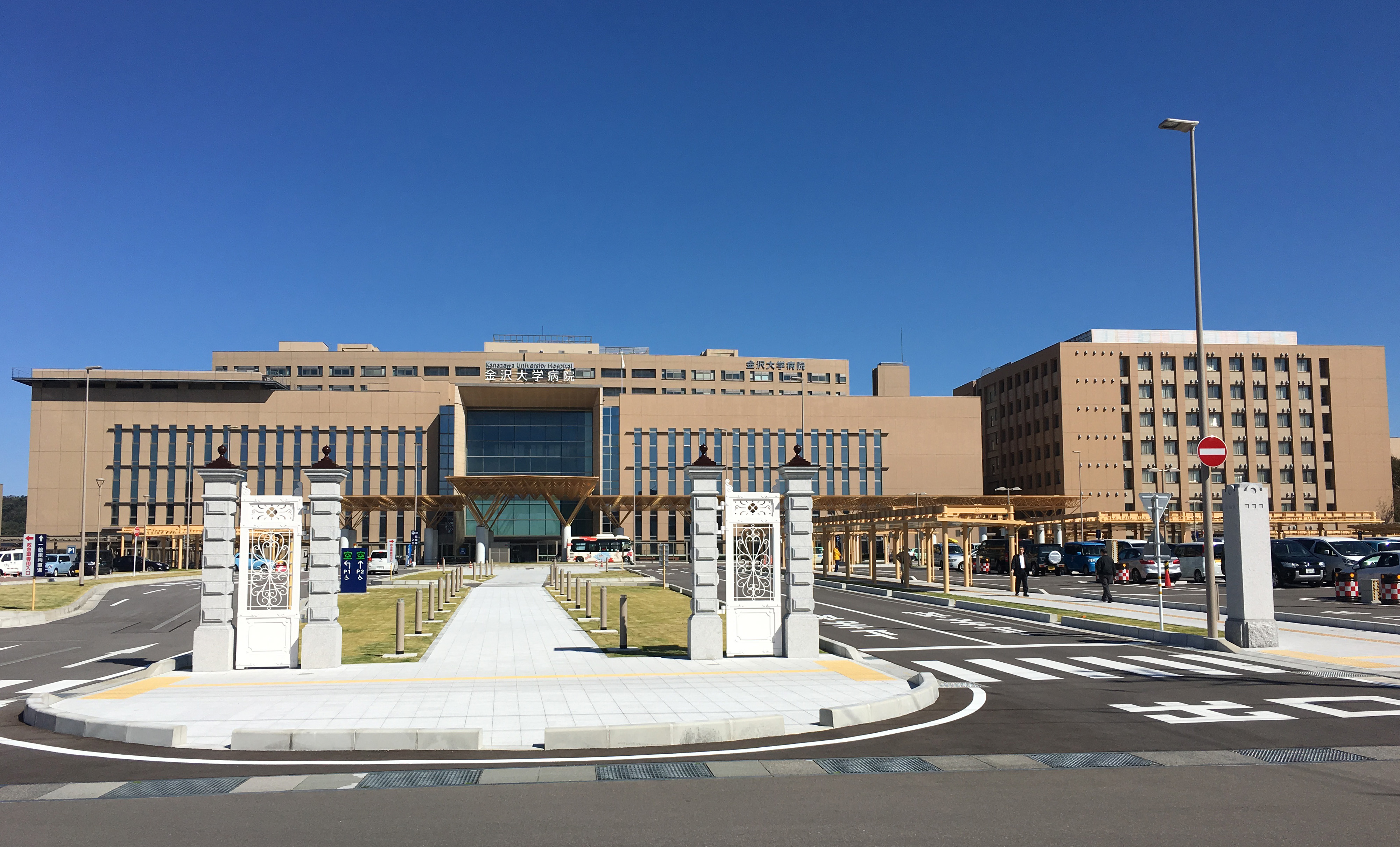
金澤大學醫院
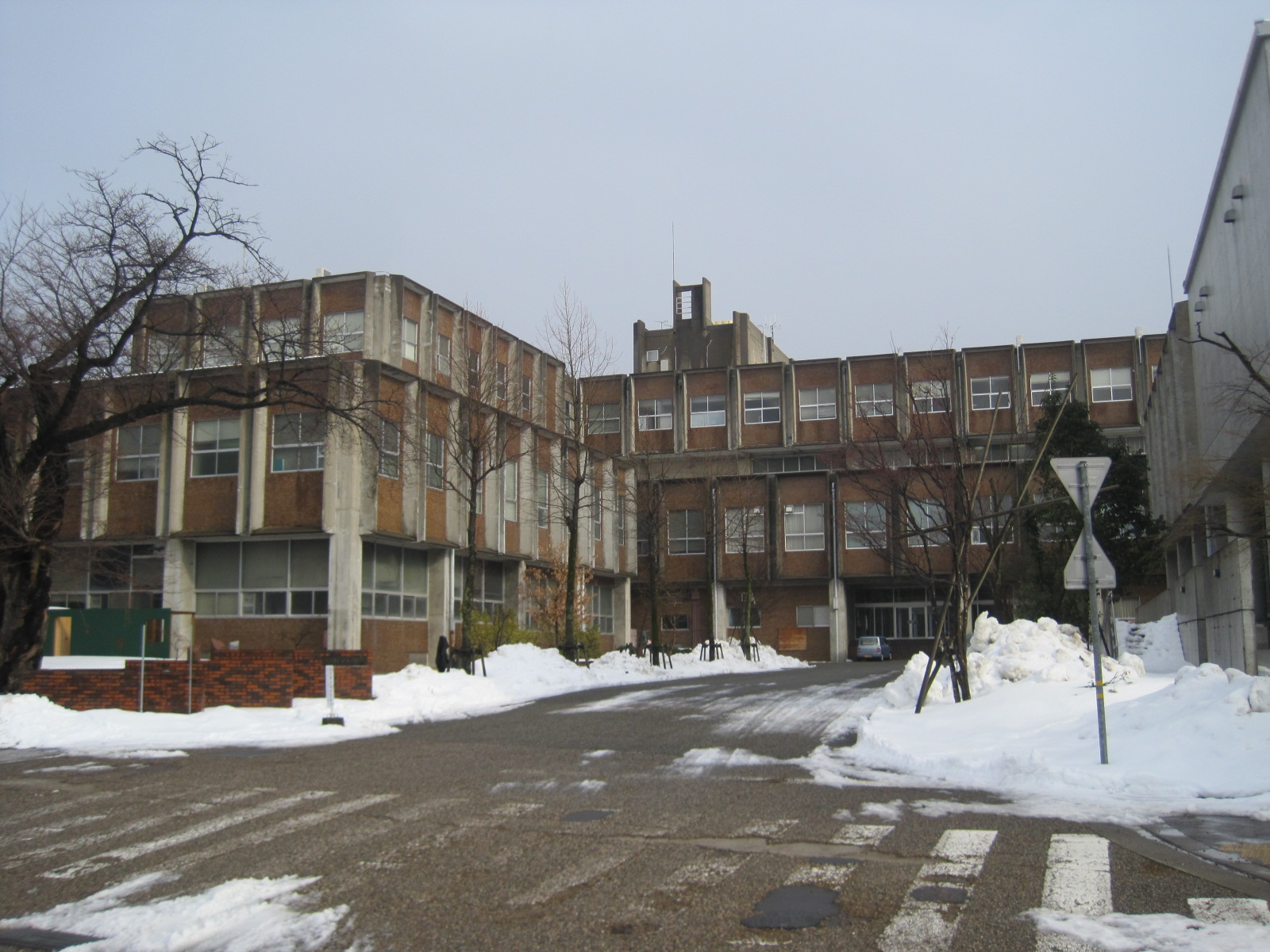
金泽美术工艺大学
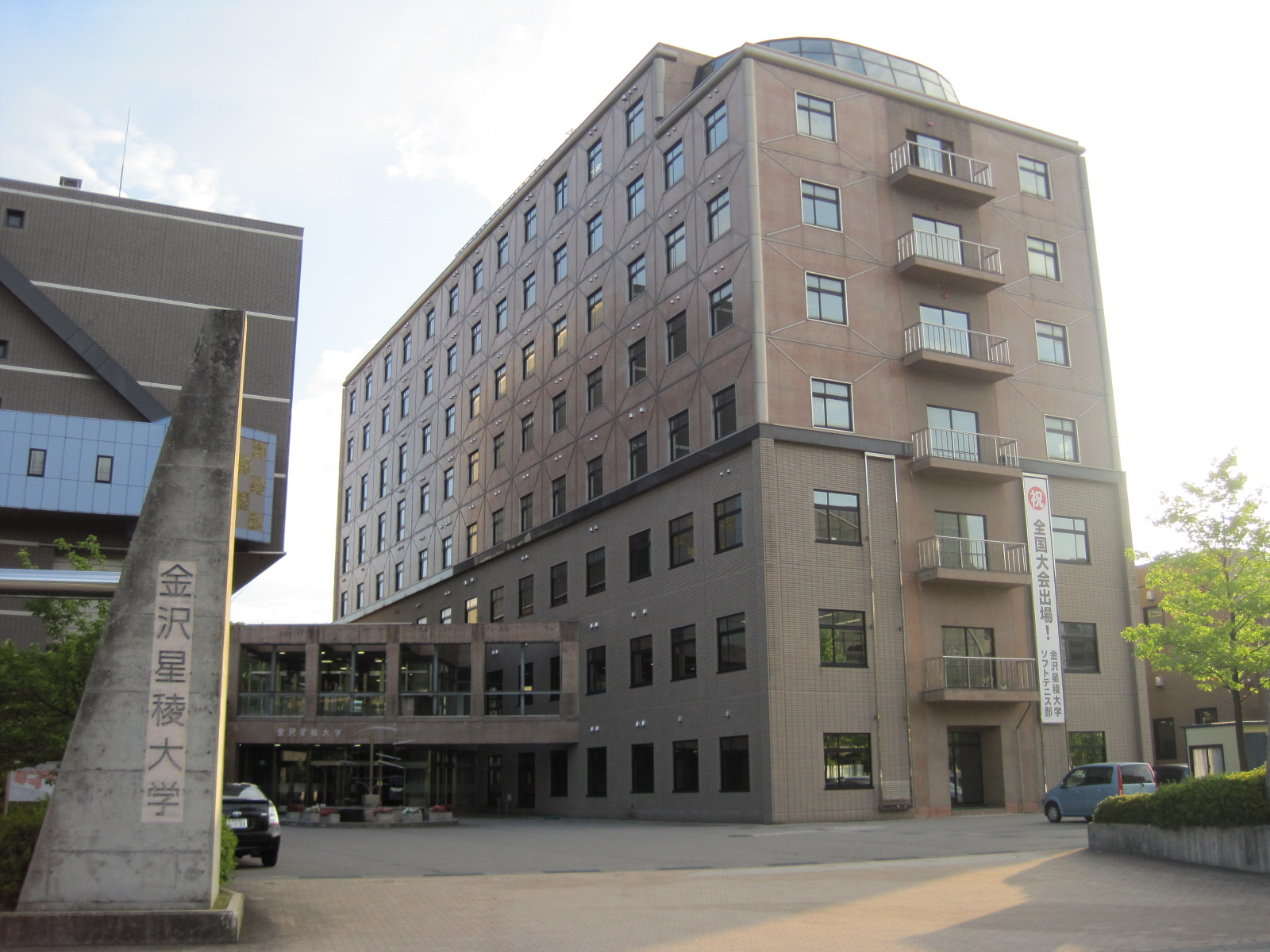
金澤星稜大學

## 姊妹、友好城市

### 日本
- 長野市（長野縣）
兩地於2007年締結為集客振興夥伴城市。[23]
- 岡崎市（愛知縣）
為配合在2008年通車的東海北陸自動車道，分別位於此高速公路兩端地區的這兩個城市期望可以共同推展雙方的觀光交流，因而在通車前的2007年締結為觀光交流城市。[24][25]
- 豐田市（愛知縣）
兩地於2007年締結為觀光交流城市。[26]
- 高山市（岐阜縣）
兩地於2008年締結為觀光交流城市。[27]
- 高崎市（群馬縣）
兩地於2008年締結為友好交流城市。[28]
- 板橋區（東京都）
由於江戶時代加賀藩於江戶的下屋敷即位於現在的板橋區，兩地因而於2008年締結為友好交流城市。[29]
- 松本市（長野縣）
兩地過去同樣為以城下町發展出的城市，兩地因而於2008年締結為文化觀光交流城市。[30]
- 靜岡市（靜岡縣）
2009年富士夢幻航空開設小松機場與靜岡機場之間的定期客運航班，兩地因此契機於同年締結為交流連携城市。[31]
- 那霸市（沖繩縣）
在2009年與靜岡市開始交流期間，間接促成與那霸市的交流，兩地因而於同年締結為交流連携城市。[32]
- 高松市（香川縣）
兩地過去同樣為以城下町發展出的城市，且分別擁有兼六園及栗林公園兩座在全日本具知名度的庭園，兩地因而於於2013年締結為文化觀光交流城市。[33]
- 目黑區（東京都）
位於目黑區的「舊前田家本邸」為明治維新後，由前田家第十六代當主前田利為侯爵所建，兩地因而於2017年締結為友好交流城市。[34]
- 文京區（東京都）
由於江戶時代加賀藩於江戶的上屋敷及中屋敷即位於現在的文京區，兩地因而於2019年締結為友好交流城市。[35]

### 海外
- 水牛城（美國纽约州伊利郡）
兩地於1962年締結為姊妹城市。[36]
- 伊爾庫茨克（俄羅斯伊尔库茨克州）
兩地於1967年締結為姊妹城市。[37]
- 阿雷格里港（巴西南大河州）
兩地於1967年締結為姊妹城市。[38]
- 根特（比利时弗拉芒大區东佛兰德省根特區）
兩地於1971年締結為姊妹城市。[39]
- 南锡（法國大東部大區默尔特-摩泽尔省南锡区）
兩地於1973年締結為姊妹城市。[40]
- 蘇州市（中國江蘇省）
兩地於1981年締結為姊妹城市。[41]
- 全州市（韓國全羅北道）
兩地於2002年締結為姊妹城市。[42]

## 以金澤作為舞台的作品
- 利家與松 - NHK大河劇
- 花開物語 - 日本電視動畫
- 旅館花嫁 - 東海電視台連續劇
- Love Live! 蓮之空女學院學園偶像俱樂部 - Love_Live!系列的子企划。

## 外部連結
- （日語） 金澤市政府的Facebook專頁
- （日語） 金澤市的X（前Twitter）
- （日語） YouTube上的金澤市官方頻道
- （日語） 金澤的觀光、旅行情報戰｜金澤旅行物語 （页面存档备份，存于）